# Bartsia thiantha
Bartsia thiantha är en snyltrotsväxtart som beskrevs av Friedrich Ludwig Diels. Bartsia thiantha ingår i släktet svarthösläktet, och familjen snyltrotsväxter. Inga underarter finns listade i Catalogue of Life.